# Ácido anacárdico
El ácido anacárdico es un compuesto químico que se encuentra en la corteza de la castaña de anacardo (Anacardium occidentale). Está estrechamente relacionado con el urushiol y también puede causar una reacción alérgica en contacto con la piel conocido como dermatitis de contacto inducida por urushiol. 

El ácido anacárdico es un líquido amarillo. Es parcialmente miscible en alcohol y éter, pero casi no miscible con agua. Químicamente, el ácido anacárdico es una mezcla de varios compuestos orgánicos estrechamente relacionados. Cada uno consta de un ácido salicílico sustituido con una cadena de alquilo que tiene 15 a 17 átomos de carbono. El grupo alquilo puede ser saturado o insaturado. Por tanto, el ácido anacárdico es una mezcla de moléculas saturados e insaturados. La mezcla exacta depende de la especie de la planta. La mezcla que se encuentra en el anacardo es muy letal para las bacterias Gram positivas.

## Tratamiento de abscesos dentales
Se utiliza principalmente en el tratamiento de abscesos dentales, también es activo contra el acné, algunos insectos, la tuberculosis[cita requerida] y SARM. Se encuentra sobre todo en las nueces y seudofruto del anacardo, sino también en las mangas (mango viche) y los geranios Pelargonium.
La cadena lateral con tres enlaces insaturados probadas para ser más eficaz contra Streptococcus mutans, las bacterias de caries dentales en los experimentos de laboratorio. El número de enlaces insaturados no tenía ninguna influencia sobre la acción contra el Propionibacterium (bacterias del acné).
La investigación de laboratorio mostró que el ácido anacárdico muestra eficacia contra las bacterias que causan la tuberculosis. Cuando se calienta, este convierte el ácido en un tipo de alcohol (cardanol), pero no pierde sus propiedades a menos que la temperatura se eleva para hacer que la descarboxilación de la mezcla. Se dice que el pueblo de la Costa de Oro utilizan el castaño anacardo y hojas para curar el dolor de muelas.

## Aplicaciones industriales
EL ácido anacárdico es un componente principal del aceite de nuez de anacardo, y encuentra su uso en la industria química para la producción de cardanol, que se utiliza para las resinas, revestimientos y materiales de fricción.

## Historia
El primer análisis químico del aceite de la corteza del anacardo Anacardium occidentale se publicó en 1847.